# Ступник, Николай Иванович
Ступник Николай Иванович (род. 31 июля 1954, Кривой Рог, Днепропетровская область) — советский и украинский горный инженер, учёный в области подземной разработки месторождений полезных ископаемых. Профессор (2003), доктор технических наук (2012). Ректор Криворожского национального университета.

## Биография
Родился 31 июля 1954 года в городе Кривой Рог.
В 1976 году окончил Криворожский горнорудный институт. До 1979 году работал научным сотрудником в научно-исследовательской лаборатории систем разработки. В 1979—1982 годах был в очной аспирантуре кафедры подземной разработки месторождений полезных ископаемых. В 1983 году защитил кандидатскую диссертацию на тему «Исследование и оптимизация параметров подэтажно-камерной выемки». В 1982—1987 годах — начальник научно-исследовательского сектора института. В 1987—1999 годах — доцент.
В 1988—1992 годах преподавал французский и английский в должности доцента университета Тебесса (Алжир).
В 1997—1998 годах учился в Высшей национальной горный школе Парижа (Франция).
С 2003 года — профессор кафедры подземной разработки месторождений полезных ископаемых. В 2003—2010 годах — проректор Криворожского технического университета по научно-педагогической работе и международным связям. С 2010 года — первый проректор КТУ, и. о. ректора Криворожского национального университета. В 2009—2014 годах — заведующий кафедрой.
7 февраля 2017 года избран на должность ректора Криворожского национального университета.
Внефракционный депутат Криворожского городского совета VI созыва.

## Научная деятельность
Специалист в области подземной разработки месторождений полезных ископаемых, в частности разработки рудных месторождений под налегающими глиновмещающими породами. Преподаёт «Проектирование рудников и САПР», «Метрология, стандартизация и качество продукции» и другие предметы. При его участии опубликовано более 70 научных работ. Автор около 100 научных и учебно-методических работ и пособий и 27 патентов.

## Награды
- Отличник образования Украины;
- Нагрудный знак «Пётр Могила» Министерства образования и науки Украины;
- Юбилейная медаль «20 лет независимости Украины» (1 декабря 2011)[4];
- Знак «За заслуги перед городом» (Кривой Рог) 1-й степени (13 мая 2015)[5];
- Заслуженный работник образования Украины (30 сентября 2020)[6];
- Государственная премия Украины в области науки и техники (30 декабря 2020)[7].